# Petya-Klasse
Projekt 159 war eine Schiffsklasse von leichten Fregatten der sowjetischen Marine mit Bewaffnungsschwerpunkt zur U-Boot-Bekämpfung. Die NATO bezeichnete die Schiffe als Petya-Klasse.

## Geschichte
Die Schiffe des Projekts 159 wurden in den 1950er-Jahren entwickelt und waren primär zur Anti-U-Boot-Kriegsführung konzipiert. Die Einheiten des Projekts 159 wurde zwischen 1961 und 1964 gebaut und von der sowjetischen Marine in Dienst gestellt.
Zwischen 1964 und 1969 wurden 27 Schiffe des Projekts 159A (Petya-II-Klasse) gebaut und in Dienst gestellt. Hauptunterschied zu Projekt 159 stellt hierbei die verstärkte Anti-U-Boot-Bewaffnung dar. Ab 1973 wurden dann neun Schiffe des Projekts 159 (Petya-I-Klasse) zu Projekt 159M (Petya-I-Mod) umgebaut. Der Umbau beinhaltet vor allem den Einbau eines „Wega“-Tauchsonars auf Kosten einiger anderer Waffensysteme. 1978 wurde noch ein Schiff des Projekts 159A (Petya-II-Klasse) mit neuen Sensoren ausgerüstet, die Bewaffnung blieb erhalten.
Projekt 159AE (Petya-III-Klasse) war eine spezielle Exportversion von Projekt 159, die an Indien, Syrien und Vietnam geliefert wurde. Die Klasse war mit einer Maschinenleistung von 2 × 12.000 PS und 1 × 5.400 PS deutlich schwächer motorisiert als die sowjetischen Schiffe und erreichte nur 29 anstatt 33 Knoten.

## Bewaffnung

### Allgemein
Grundsätzlich war die Bewaffnung sämtlicher Versionen des Projekts 159 zur U-Boot-Abwehr ausgelegt. Dazu waren verschiedene Wasserbombenwerfer sowie auch Torpedosysteme vorhanden. Zur Bekämpfung von See-, Land- sowie auch Luftzielen wurden auf sämtlichen Schiffen zwei Zwillingsgeschütze vom Typ AK-726 installiert. Ansonsten war keine weitere Bewaffnung gegen Luft- oder Seeziele vorhanden.

### Bewaffnungsunterschiede
Die Bewaffnung von Projekt 159M (Petya-I-Mod) war wesentlich dürftiger als die der ursprünglichen Version 159. Für den Einbau eines effizienteren Sonars mussten die Minenschienen am Heck ausgebaut werden. Die Projekt 159M trug so als einzige Variante der Klasse keine Minen. Zudem mussten zwei RBU-2500 aufgrund von Veränderungen der Deckaufbauten für neue Sensorsysteme entfernt werden.
Die Schiffe des Projekts 159A (Petya-II-Klasse) wurden mit einer verstärkten Anti-U-Boot-Bewaffnung ausgerüstet. Hauptunterschiede waren hier der Austausch der vier RBU-2500 gegen vier RBU-6000 sowie die Installation eines zweiten Fünffachtorpedowerfers.
Die Umbauten von Projekt 159A wurden ähnlicher Weise vorgenommen wie die bei Projekt 159M (Petya-I-Mod). Hier konnten allerdings die Minenschienen sowie die beiden Wasserbombenwerfer beibehalten werden. Dafür musste jedoch ein schmaleres Deckhaus eingebaut werden.

### Projekt 159 (Petya-I-Klasse)
- Artilleriesysteme:
  - 2 × Zwillingsgeschütze AK-726 (76 mm)
- Wasserbombenwerfer:
  - 4 × 16-rohrige RBU-2500
- Torpedosysteme:
  - 1 × fünfrohriger Torpedostarter (406 mm)
- Minen:
  - 20–30

### Projekt 159M (Petya-I-Mod)
- Artilleriesysteme:

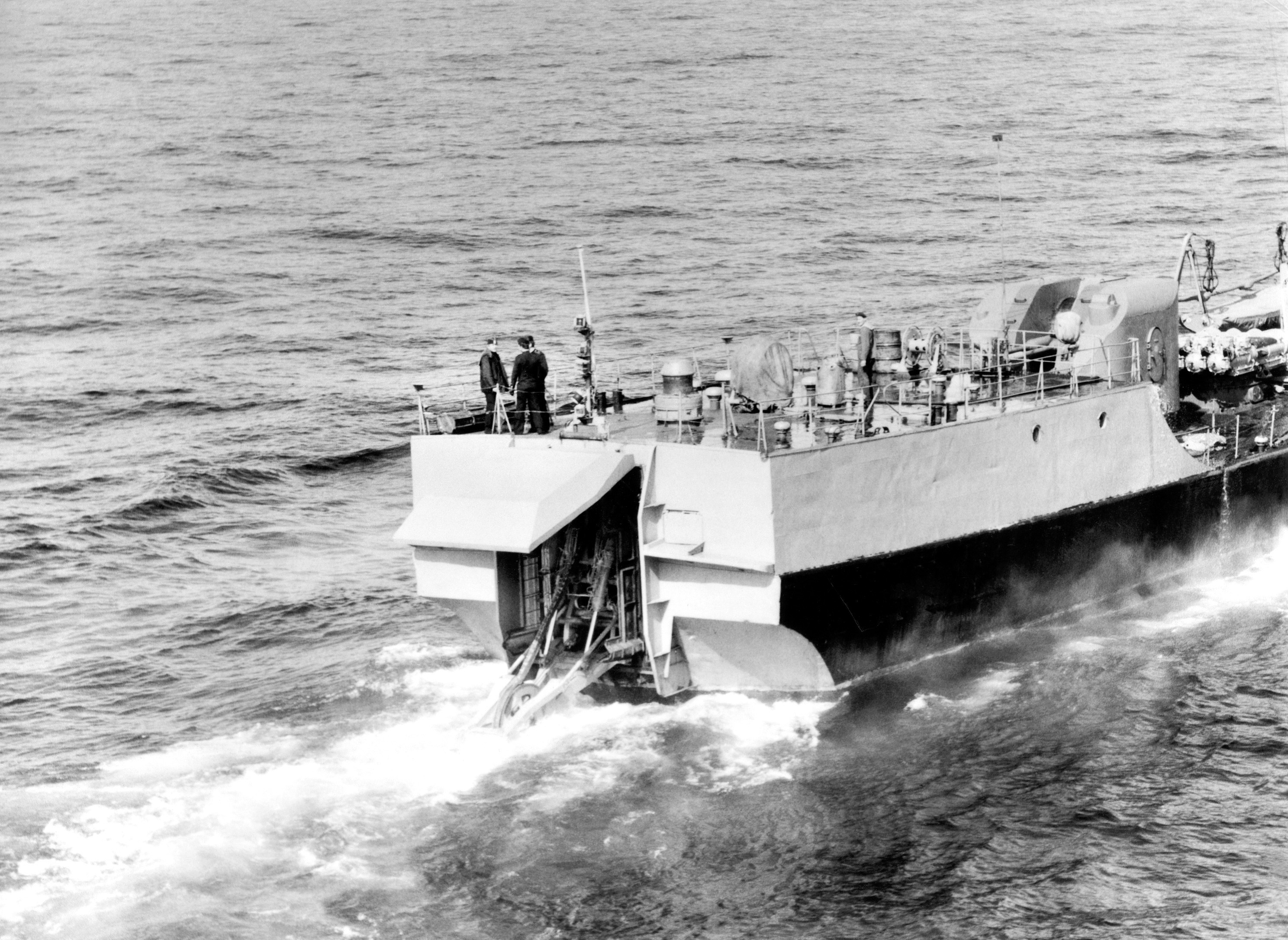
Heck von Projekt 159M mit Vorrichtung für das Tauchsonar

  - 2 × Zwillingsgeschütze AK-726 (76 mm)
- Wasserbombenwerfer:
  - 2 × 16-rohrige RBU-2500
- Torpedosysteme:
  - 1 × fünfrohriger Torpedostarter (406 mm)

### Projekt 159A (Petya-II-Klasse und Petya-II-Mod)
- Artilleriesysteme:

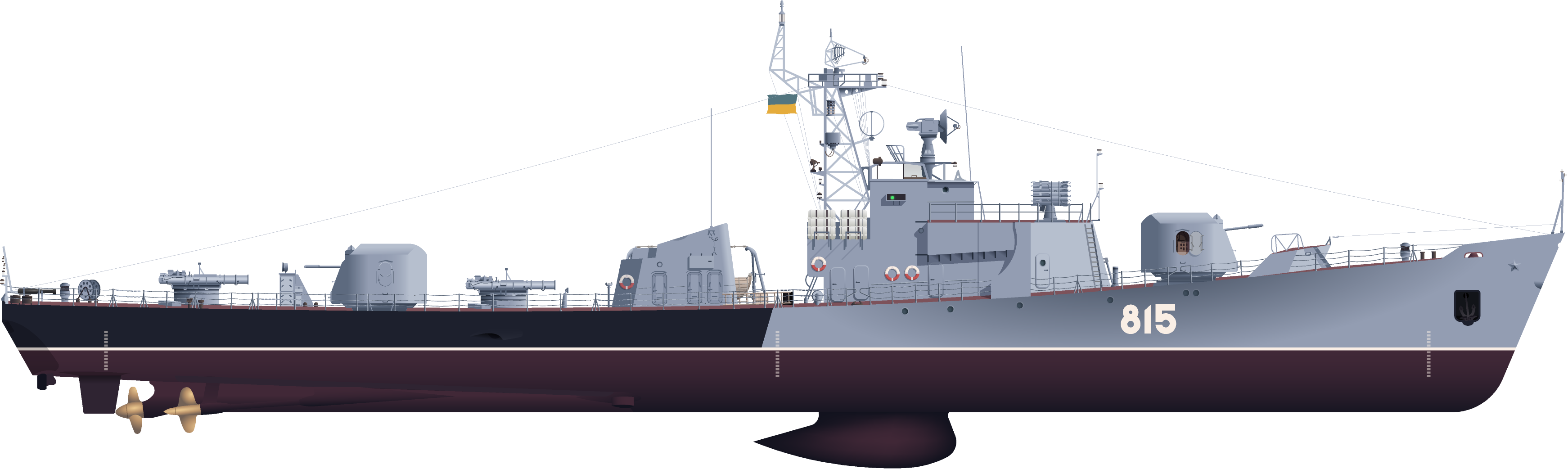
Zeichnung von SKR-112 der ukrainischen Seestreitkräfte, 12. Juli 1992

  - 2 × Zwillingsgeschütze AK-726 (76 mm)
- Wasserbombenwerfer:
  - 4 × zwölfrohrige RBU-6000
- Torpedosysteme:
  - 2 × fünfrohrige Torpedostarter (406 mm)
- Minen:
  - 20–30

## Abmessungen und Antrieb
Die Schiffe hatten eine Länge von 81,8 m (Petya-I-Klasse und Petya-I-Mod) oder von 82,5 m (Petya-II-Klasse und Petya-II-Mod). Die Breite betrug bei allen Varianten 9,1 m. Auch wiesen alle Schiffe einen Tiefgang von 2,9 m auf. Die Wasserverdrängung wurde daher nur schwach verändert. Bei den Schiffen der Petya-I-Klasse und Petya-I-Mod betrug sie 950 t Standard und 1150 t voll beladen. Bei den Schiffen der Petya-II-Klasse und Petya-II-Mod 950 t Standard und 1160 t voll beladen.
Der Antrieb sämtlicher Varianten der Petya-Klasse erfolgte durch ein CODAG-System. Es bestand aus einem Dieselmotor mit ca. 6.000 PS und zwei Gasturbinen mit 30.000 PS. Die Schiffe erreichten damit eine Maximalgeschwindigkeit von über 30 Knoten. Die Maximalreichweite lag bei einer idealen Geschwindigkeit von 10 Knoten bei etwa 4.870 Nautischen Meilen.

## Einsatzbereitschaft
Die sowjetische Marine zog sämtliche Schiffe der Petya-I-Klasse bis 1989 aus dem aktiven Dienst zurück. Die Außerdienststellung sämtlicher Petya-I-Mod folgte 1990–1991. Einzig die Schiffe der Petya-II-Klasse waren noch kurze Zeit in der russischen Marine in Dienst, doch auch dort wurden sie bereits 1994 außer Dienst gestellt.
Drei Schiffe der Petya-II-Klasse wurden an die vietnamesische Marine abgegeben, darunter 1983 die HQ-13 (ex SKR-141) und 1984 die HQ-15 (ex SKR-130) und HQ-17 (e SKR-135). Sowie ein Schiff an Äthiopien.
Des Weiteren wurden zwölf Schiffe der Petya-III-Klasse für den Export nach Indien gebaut. Sie hatten anstatt der fünf 406-mm-Torpedorohre drei 533-mm-Torpedorohre und trugen die Bezeichnung Arnala-Klasse. Das letzte Schiff – die INS Anjadip – wurde im Dezember 2003 außer Dienst gestellt.
Daneben wurden weitere acht Schiffe der Petya-III-Klasse an Vietnam und Syrien verkauft, davon stehen in der vietnamesischen Marine sechs und in der syrischen Marine zwei Schiffe im Dienst.

## Belege und Verweise